# Jabat
Jabat (o Jabot) è un'isola dell'Oceano Pacifico.  Appartenente alle isole Ralik è amministrativamente una municipalità delle Isole Marshall.  Ha una superficie di 1 km² e 95 abitanti (1999).

## Popolazione
| Popolazione |      |      |      |      |      |      |  |  |  |
| Anno        | 1958 | 1967 | 1973 | 1980 | 1988 | 1999 |  |  |  |
| Abitanti    | 0    | 0    | 70   | 72   | 112  | 95   |  |  |  |
|             |      |      |      |      |      |      |  |  |  |